# تائویش
تائویش (به قزاقی: Tauysh) یک منطقهٔ مسکونی در قزاقستان است که در شهرستان جانگلدی واقع شده‌است. تائویش ۱٬۱۷۷ نفر جمعیت دارد.